# Pterorthochaetes picinus
Pterorthochaetes picinus is een keversoort uit de familie Hybosoridae. De wetenschappelijke naam van de soort is voor het eerst geldig gepubliceerd in 1875 door Sharp.